# 森崎アリス
森崎 アリス（もりさき アリス、1991年4月4日 - ）は、日本のタレント・プラスサイズモデル・YouTuberである。愛称はもりあり、アリスちゃん。埼玉県さいたま市出身。

## 略歴
Nissen2014年春号カタログの読者モデルオーディションに合格。
Nissenの大きいサイズブランド『スマイルランド』や、スマイルランドコミュニティの中のDOKUMO-STYLEにも登場している。
また2015年11月16日、2016年には日本テレビ『月曜から夜ふかし』のインタビューに出演し、小学校時代のあだ名が「ゴリポンワンダフォー」だったことを明かしている。その際、Yahoo!の急上昇ランキングに「ゴリポンワンダフォー」が入り一躍注目を浴びる。

## 人物
モーニング娘。やハロー!プロジェクトの大ファンである。
無類のマイスウィートピアノ、ピンク色、美少女戦士セーラームーン好きで、自身の部屋もサンリオやピンクのコレクションで埋め尽くされている。
これらについては森崎自身がTwitterで「ピンクのもの以外は極力持ちたくないし、部屋にも置きたくない」「サンリオに住みたい」と語っている。

## 主な出演

### テレビ
- ザ!世界仰天ニュース（2014年1月8日[3]、日本テレビ） - 仰天チェンジ再現VTR
- 人生逆転バラエティ今、困ってます。（2016年7月2日、フジテレビ）
- 月曜から夜ふかし（日本テレビ）
- くりぃむしちゅーのまいったなぁ互助会（テレビ朝日）
- 黒伏探偵社（チバテレ） - 重場アリス 役
- 発見!ウワサの食卓（フジテレビ）
- 美と若さの新常識（NHK）

### WEB
- Nissenスマイルランド
- ライオン株式会社 アクロン - お洗濯動画
- 笑うメディア クレイジー - 公式ライター

### その他
- 東京ガールズコレクション（第19回（2014年9月6日[4]）、第20回（2015年2月28日））
- Nissen『スマイルランド』カタログ（2014年春号、2015年初夏号、2015年夏号）
- Nissen『スマイルウィズ』2014年春号カタログ[3]
- フリーペーパー『cure』マジカラーモデル